# Vizir (Pferd)

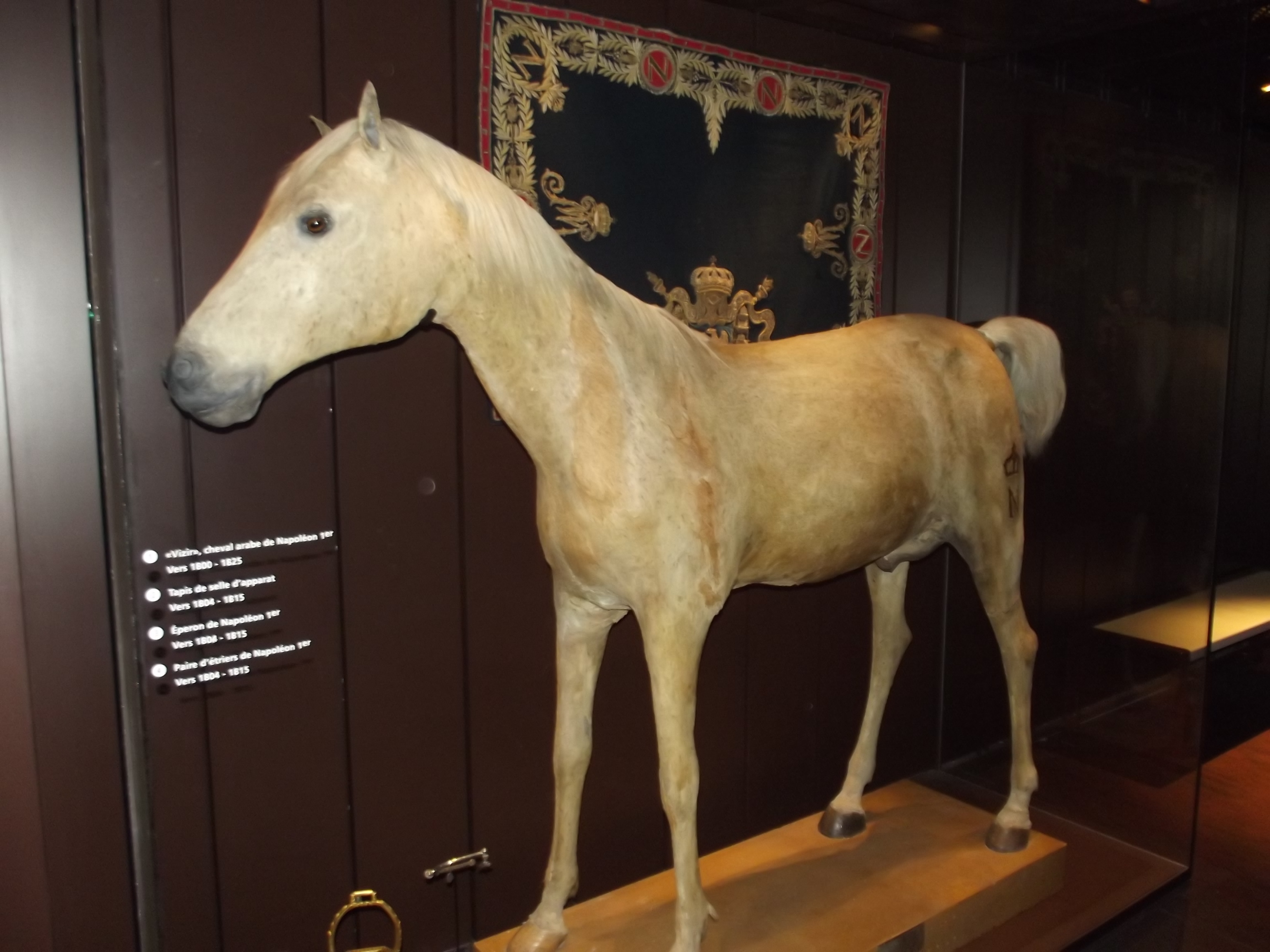
Vizir im Musée de l’Armée in Paris

Vizir (1793–1826; auch Le Vizir, deutsch: der Wesir) war eines der Kriegspferde Napoleon Bonapartes.

## Geschichte
Vizir war ein kleiner Araber-Hengst mit einem Stockmaß von nur 1,35 m. Der hellgraue Hengst war 1802 ein Geschenk des osmanischen Sultans Selim III. an Napoleon, der das Pferd ab 1805 ritt, unter anderem in der Schlacht bei Jena und Auerstedt 1806 und der Schlacht bei Preußisch Eylau 1807. Auch den Russlandfeldzug machte er mit. 1814 nahm Napoleon Vizir mit in die Verbannung nach Elba. Die Schlacht bei Waterloo 1815 blieb Vizir erspart, da er zu dieser Zeit bereits im Ruhestand war.
Vizir, der das Brandzeichen der Kaiserlichen Hofstallungen – ein gekröntes „N“ – auf der linken Hinterhand trägt, starb 1826 im Alter von 33 Jahren, fünf Jahre nach Napoleons Tod, in Frankreich. Er wurde ausgestopft und 1836 nach England verkauft, wohin er ohne seine Füllung transportiert wurde. Ab 1843 war Vizir dann – erneut ausgestopft – in Manchester zu sehen. Napoleon III., Neffe Napoleon Bonapartes, holte Vizir 1868 nach Frankreich zurück.
Nach der Niederlage Frankreichs im Deutsch-Französischen Krieg verschwand Vizir in den Lagern des Louvre. Ab dem 7. März 1904 wurde Vizir im Musée de l’Armée in Paris ausgestellt. 2016 wurde das Exponat komplett restauriert, finanziert durch Crowdfunding, und ist seit Juni 2016 in einer neuen Vitrine des Museums zu sehen.